# Igreja de Santo Eustáquio (Paris)

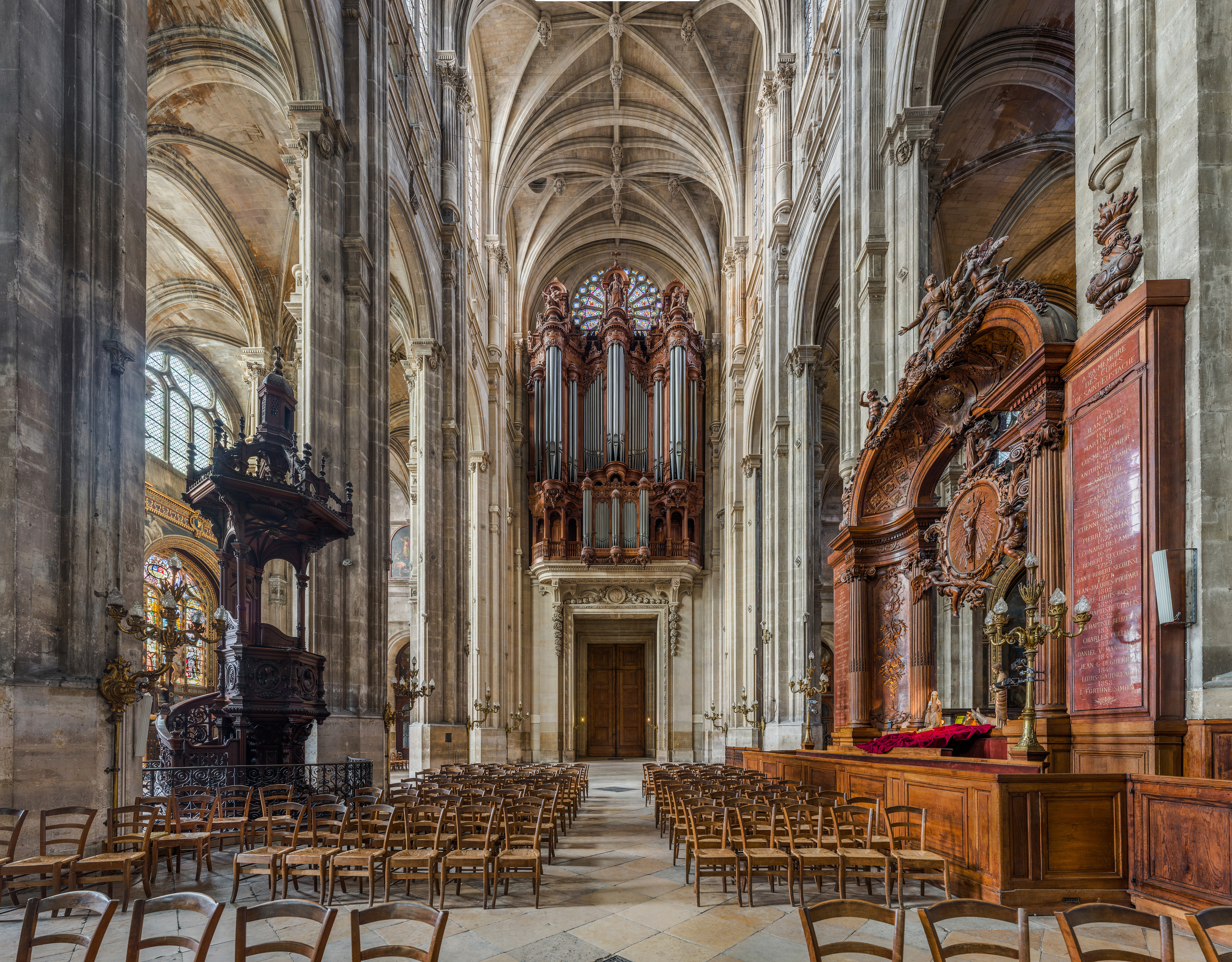
O interior da Igreja de Santo Eustáquio em Paris, França, com o púlpito à esquerda, o órgão de tubos no centro superior e, à direita, uma obra de artesanato de Pierre Lepautre com base em projetos de Sylvain Cartaud. Enquanto a igreja de Saint-Eustache ainda não tinha sido concluída, um primeiro órgão foi construído em 1559 por Josselin. O órgão atual foi quase totalmente reconstruído pelo construtor holandês van den Heuvel em 1989, com exceção da caixa assinada por Victor Baltard (1854), que é original, e alguns registos, incluindo os grandes tubos do relógio, que datam de 1854.
Tem 101 registos, representando 147 fileiras e 8.000 tubos.

A Igreja de Santo Eustáquio (L’église Saint-Eustache) é uma igreja situada no 1.º arrondissement de Paris. A atual construção foi erguida entre 1532 e 1632 e restaurada em 1840. Foi projetada pelo arquiteto italiano Domenico da Cortona.
Situada na entrada dos antigos mercados de Paris (Les Halles de Paris) e no começo da Rue Montorgueil, a St. Eustace é considerada uma obra-prima da arquitetura gótica tardia e uma das igrejas mais visitadas da cidade. Foi lá que Luís XIV de França recebeu a 1.ª comunhão e Mozart a escolheu como local do funeral de sua mãe. Entre os batizados na igrejas estão o Cardeal de Richelieu, Jeanne-Antoinette Poisson, futura Madame de Pompadour e Molière, que também casou ali. Os funerais de Ana de Áustria, rainha de França, Henri de La Tour d'Auvergne, Visconde de Turenne e Mirabeau aconteceram ali.
O nome da igreja é uma referência a Santo Eustáquio, um general da Roma Antiga no 2.º século da era cristã que foi queimado junto com sua família por ter se convertido ao Cristianismo. Várias obras de Peter Paul Rubens permanecem na igreja. No verão, concertos acontecem com obras de Berlioz e Liszt, visto que a igreja abriga o maior órgão da França.